# Xã Barclay, Quận Cass, Minnesota
Xã Barclay (tiếng Anh: Barclay Township) là một xã thuộc quận Cass, tiểu bang Minnesota, Hoa Kỳ. Năm 2010, dân số của xã này là 559 người.